# Onthophagus porcus
Onthophagus porcus là một loài bọ cánh cứng trong họ Bọ hung (Scarabaeidae).